# Paul Elshout
Paul Elshout (Someren, 1949 - Oosterhout, 7 september 2018) was een Nederlandse beeldhouwer, kunstschilder en graficus.

## Leven en werk
Elshout volgde een opleiding aan de Vrije Academie in Den Haag. Hij woonde in Oosterhout, waar een aantal beelden van hem is geplaatst.
Hij maakte daarnaast onder andere Bevrijding voor Geertruidenberg, een monument ter herinnering aan de Tweede Wereldoorlog, op initiatief van de Juniorkamer uit Oosterhout. Het kunstwerk werd 8 december 1984 door prins Bernhard onthuld.
Elshout maakte ook het beeldje dat Frans Bauer als prijs ontving voor zijn onderscheiding als Brabander van het jaar 2003.

## Werken (selectie)
- 1982 De Anoniemen, Slotpark, Oosterhout
- 1984 Bevrijding, Geertruidenberg
- 1994 Vioolspelende vrouw staand in een portaal, Berghem
- 1999 Geniet van het gedane, Keiweg, Oosterhout
- 2006 wenssteen Hole-in-one, bij golfclub in Oosterhout